# Средство Макропулоса (опера)
«Средство Макропулоса» (чеш. Věc Makropulos) — предпоследняя опера моравского композитора Леоша Яначека, в трёх действиях. Создана в 1923—1925 годах на либретто композитора, которое основано на одноимённой пьесе Карела Чапека.

## История создания
Яначек присутствовал на премьере пьесы Чапека 10 декабря 1922 года. На первые предложения композитора насчёт возможности написания оперы Чапек отреагировал скептически, утверждая, что пьеса крайне непоэтична и совершенно не ложится на музыку. Кроме того, он не был уверен, сможет ли он предоставить Яначеку права. В течение 1923 года переговоры на эту тему продолжались; писательница и музыкальный критик Роза Ньюмарч предлагала Яначеку выбрать вместо пьесы Чапека какую-нибудь из научно-фантастических повестей Герберта Уэллса. Однако 10 сентября Чапек объявил, что проблемы с правами и контрактом решены, и в ноябре Яначек приступил к созданию оперы. Черновой вариант был завершён в декабре 1924 года, ещё год потребовался на правки.  
Большая часть оригинального текста была сохранена, однако Яначек добавил отсутствовавший у Чапека трагический финал — смерть главной героини Элины Макропулос (Эмилии Марти).  
Считается, что образ Элины был частично вдохновлён Камилой Стоссловой, в которую композитор был влюблён в последние годы жизни. В письмах ей он отмечал, что разработка образа даётся ему тяжело, так как главная героиня — «госпожа Бр-р-р» — и нужно сделать её хоть немного теплее, чтобы вызвать сочувствие зрителей.
Впоследствии Яначек очень гордился результатом и (вновь в письме Стоссловой) рассказывал, что «Средство Макропулоса» называют его лучшим произведением. Отакар Зитек, поставивший премьерный спектакль, также вспоминал, что Яначек считал «Средство» самым драматичным из своих произведений.

## Действующие лица
| Роль                                                   | Голос       | Исполнитель на премьере 18 декабря 1926 года Дирижёр: Франтишек Нойманн |
| ------------------------------------------------------ | ----------- | ----------------------------------------------------------------------- |
| Эмилия Марти (она же Элина Макропулос), оперная певица | сопрано     | Александра Чванова                                                      |
| Альберт Грегор                                         | тенор       | Эмиль Ольшовский                                                        |
| Доктор Коленатый, адвокат                              | бас-баритон | Фердинанд Поур                                                          |
| Витек, секретарь                                       | тенор       | Валентин Шиндлер                                                        |
| Кристина, дочь Витека, начинающая певица               | сопрано     | Йожка Маттесова                                                         |
| Барон Ярослав Прус                                     | баритон     | Зденек Отава                                                            |
| Янек, его сын                                          | тенор       | Антонин Пелц                                                            |
| Граф Гаук-Шёндорф                                      | тенор       | Вацлав Шиндлер                                                          |
| Механик сцены                                          | баритон     | Ярослав Чихак                                                           |
| Уборщица                                               | контральто  | Елена Ежичова                                                           |
| Служанка гостиницы                                     | контральто  |                                                                         |
| Мужской хор за кулисами                                |             |                                                                         |

## Сюжет

### Действие первое
Место действия – кабинет доктора Коленатого
Вот уже почти сто лет тянется судебное дело Грегора против Пруса. В 1827 году барон Йозеф Прус умер бездетным, не оставив завещания; на наследство стали претендовать и кузен барона, и некий юноша по имени Фердинанд Грегор. Сейчас интересы Грегоров представляет доктор Коленатый. 
Секретарь Витек в кабинете ждёт возвращения доктора из суда. Альберт Грегор, нынешний представитель истцов, приходит спросить его о решении, но Витек не может сказать ничего определённого. Появляется дочь Витека Кристина, она восторженно рассказывает о великой певице Эмилии Марти, даже не мечтая когда-то подняться до её уровня. 
Коленатый приходит в сопровождении Эмилии. Она удивительно хорошо знакома с обстоятельствами дела. По её словам, Фердинанд был внебрачным сыном барона Пруса и певицы Эллиан Макгрегор, а завещание барона существует и хранится в тайнике в имении. Альберт немедленно посылает Коленатого искать документ. В отсутствие доктора он пытается заигрывать с Эмилией, но она остаётся равнодушной. 
Завещание действительно обнаруживается в названном Эмилией тайнике. Коленатый возвращается вместе с Ярославом Прусом, который напоминает Альберту, что ещё нужно доказать, что Фердинанд был сыном барона. Эмилия говорит, что может доказать это.

### Действие второе
Место действия – пустая сцена театра
Желая встретиться с Эмилией, приходит Ярослав с сыном Янеком и Кристиной. Кристина говорит Янеку, что не может продолжать с ним отношения, так как для неё важнее её работа на сцене. 
Эмилия холодна со своими поклонниками – и с Альбертом, и с враз очарованным ею Янеком. Старый граф Гаук-Шёндорф уверен, что узнал в ней Эухению Монтес, цыганку, с которой у него полвека назад был роман в Андалусии; Эмилия ласково обращается к нему на испанском и говорит, что Эухения жива. 
Тем временем Ярослав Прус обнаружил любовные письма, написанные барону Йозефу Элиной Макропулос. Он уверен, что она и мать Фердинанда Грегора – одно лицо.
Эмилия просит Ярослава продать ей некую бумагу, найденную вместе с завещанием. В конце концов они договариваются, что Ярослав отдаст бумагу, если Эмилия проведёт с ним ночь.

### Действие третье
Место действия – гостиничный номер Эмилии
Хотя его разочаровала бесстрастность Эмилии, Прус отдаёт ей конверт с нужным ей документом. В этот момент ему сообщают, что его сын, безумно влюбившись в Эмилию, застрелился. Ярослав вне себя от горя, но женщина принимает и эту новость совершенно равнодушно. 
Приезжают Гаук-Шёндорф, который пытается уговорить Эмилию бежать с ним, затем Альберт, Кристина и Коленатый. Заметив, что почерк певицы совпадает с почерком Эллиан Макгрегор, Коленатый подозревает её в подделке документов. Ярослав отмечает, что точно такой же почерк и у Элины Макропулос. 
Наконец, Эмилия рассказывает всю правду. Она родилась в 1585 году, её настоящее имя Элина. Она была дочерью Иеронима Макропулоса, придворного алхимика императора Рудольфа II. Император приказал ему создать эликсир долголетия; когда же Макропулос это сделал, ему было приказано сперва испытать снадобье на дочери. Элина впала в кому, и алхимика бросили в тюрьму, но спустя неделю, очнувшись, девушка сбежала, взяв с собой рецепт эликсира. 
Она жила под разными именами, став величайшей певицей мира. Когда-то она открыла свой секрет барону Йозефу и отдала ему рецепт, который потом долго не могла найти. Это и есть бумага, лежавшая рядом с завещанием. 
Действие эликсира заканчивается, и Эмилия хотела раздобыть рецепт, чтобы прожить ещё триста лет. Однако сейчас она поняла, что долголетие с вечной юностью ей больше не нужно – её больше ничто не интересует и не волнует. Она начинает стареть на глазах у всех. Рецепт она предлагает Кристине, зная, как та мечтает достичь вершин в искусстве, но Кристина сжигает бумагу. 
Прочитав начало молитвы «Отче наш» на греческом, Эмилия падает замертво.

## Музыка
Увертюра к «Средству Макропулоса» стала первым обращением Яначека к этому жанру с 1904 года, когда он написал (и в конце концов не включил в окончательный вариант композиции) вступление к «Енуфе». Хотя в «Средстве Макропулоса» музыка не прерывается перед первым актом, увертюра исполнялась и отдельно, переделанная в самостоятельное произведение, например, в 1959 году, когда её записал сэр Чарльз Маккеррас.

## Критика
Помимо высоких оценок автора и постановщика, опера получила хвалебные отзывы критиков. В них отмечалось драматическое напряжение как в сюжетном плане, так и в музыке: так, Ярослав Вогель считал её «одной из сильнейших драм в истории человечества». Не очень любивший музыку Яначека Теодор Адорно в своих рецензиях на немецкую премьеру (в 1929 году) утверждал, что опера необычна, но не имеет особого значения для истории музыки; впрочем, он же признавал, что в композиции есть нечто «революционное».
Но в дальнейшем «Средство Макропулоса», особенно его музыкальный аспект (в отличие от сюжетного), упоминается в музыковедческой литературе довольно редко. По мнению Д. Катца, это связано с тем, что её затруднительно отнести к какому-то определённому жанру из господствовавших в тот период — она не похожа ни на позднюю национальную оперу (наподобие «Енуфы»), ни на образец музыки эпохи модерна.